# Other People's Money
Other People's Money is een Amerikaanse filmkomedie uit 1991 onder regie van Norman Jewison.

## Verhaal
Lawrence Garfield is een bikkelharde zakenman, die bedrijven opkoopt om de bruikbare delen ervan door te verkopen. Hij heeft zijn zinnen gezet op een deels verliesgevende draad- en kabelfabriek. Hij moet daarbij de strijd aanbinden met de onkreukbare directeur Andrew Jorgenson, diens assistente Bea Sullivan en de idealistische, New Yorkse advocate Kate Sullivan. Uiteindelijk komt het tot een rechtszaak.

## Rolverdeling
| Acteur              | Personage         |
| ------------------- | ----------------- |
| Danny DeVito        | Lawrence Garfield |
| Gregory Peck        | Andrew Jorgenson  |
| Penelope Ann Miller | Kate Sullivan     |
| Piper Laurie        | Bea Sullivan      |
| Dean Jones          | Bill Coles        |
| R.D. Call           | Arthur            |
| Mo Gaffney          | Harriet           |
| Bette Henritze      | Emma              |
| Tom Aldredge        | Ozzie             |
| Leila Kenzle        | Marcia            |
| Cullen O. Johnson   | Gus               |
| William De Acutis   | Pfeiffer          |
| David Wells         | Granger           |
| Stephanie White     | Angeli            |
| Jeff Hayenga        | Klein             |